# Hyakujū Sentai Gaoranger
Hyakujū Sentai Gaoranger (百獣戦隊ガオレンジャー Hyakujū Sentai Gaorenjā?) (traducido como Escuadrón de las Cien Bestias Gaoranger) es la 25.ª temporada de la franquicia Super Sentai Series, producida por Toei Company y emitida en TV Asahi del 18 de febrero de 2001 al 10 de febrero de 2002, constando de 51 episodios. Con ella se celebró el 25.º aniversario de la franquicia.

## Argumento
Hace mil años, hubo una guerra entre los humanos y la raza demoníaca de los Org. Con la ayuda de los Power Animals, los antiguos Guerreros Gao lograron derrotar al líder de los Org, Hyakkimaru, y los sellaron.
En la actualidad, los Orgs han comenzado a revivir, y los Power Animals escogen a cinco guerreros, que deben abandonar sus vidas cotidianas y renunciar a sus nombres para convertirse en la nueva generación de los Gaoranger para proteger la vida en la Tierra. 

## Personajes

### Gaoranger
Los Gaoranger (ガオレンジャー Gaorenjā?) fueron escogidos por Tetomu y los Power Animals para proteger la Tierra de las fuerzas contaminantes de la Tribu Ogra de los Org. A lo largo de la serie, se refieren los unos a los otros por su color y no por su nombre. No será hasta el último episodio cuando esos nombres sean revelados, y los nombres seguirán utilizándose en los crossovers posteriores. El lema del equipo es "¡Donde hay vida, hay un rugido de justicia!".
- Kakeru Shishi (獅子 走 Shishi Kakeru/?)/Gao Red (ガオレッド Gao Reddo?): Es un veterinario de 24 años. Amistoso, amable, y de buen corazón, le escogió Gao Lion para que convirtiera en el líder, y fue el último en incorporarse al grupo. Desea proteger toda la vida en la Tierra, y le encantan los animales, especialmente su Golden Retriever Choco. Cuando cierra los ojos, tiene una habilidad empática para entender a los animales y comunicarse con ellos.
- Gaku Washio (鷲尾 岳 Washio Gaku/?)/Gao Yellow (ガオイエロー Gao Ierō?): Es un antiguo piloto del ejército de 23 años. Fue el primer Gaoranger en ser escogido, y trabajó un año en solitario junto a Tetomu, quien le reclutó durante una misión de vuelo, convirtiéndose en un desaparecido en combate. Por esto, se tiñó el pelo para que nadie le reconociera. Como piloto, se le da bien el paracaidismo y habla inglés. Su hobby es tocar el ukelele. Al principio era muy serio y falto de sentido del humor, y le enfureció el que Gao Red fuera escogido como el líder en lugar de él. Conforme pasa el tiempo, se fue abriendo y entablo una estrecha amistad con Gao Red. Fue él quien insistió en que los Gaoranger se identificaran por su color y no por sus nombres. Al ser su animal un pájaro, se niega a comer pollo, siendo el único del grupo que muestra este comportamiento.
- Kai Samezu (鮫津 海 Samezu Kai?)/Gao Blue (ガオブルー Gao Burū?): Es un freeter de 19 años, cuyos trabajos anteriores incluyen repartidor de pizza, o empleado en una bolera. Fue elegido como Gaoranger casi al mismo tiempo que Gao White. Es un chico muy energético y juguetón, pero odia que le traten como un niño. Se le dan bien los bolos, y estudió con un jugador profesional, Don Katayama. Su lema es "¡Nunca te rindas!", que suele utilizar para animar a Sotaro.
- Sotaro Ushigome (牛込 草太郎 Ushigome Sōtarō?)/Gao Black (ガオブラック Gao Burakku?): Es un luchador de sumo retirado, de 22 años. Fue elegido Gaoranger más o menos un mes antes que Gao Red. Aspiraba a convertirse en un gran campeón de sumo, pero una lesión de rodilla truncó su carrera. Después, trabajo como ayudante en la florería de su amada, Shi-chan. A pesar de que es el más fuerte del equipo, tiene un alma muy gentil, miedo a las alturas, y su debilidad son las mujeres.
- Sae Taiga (大河 冴 Taiga Sae?)/Gao White (ガオホワイト Gao Howaito?): Es una estudiante de artes marciales de 17 años. Fue escogida para ser Gaoranger más o menos al mismo tiempo que Gao Blue. Es increíblemente juiciosa. Su padre tiene un dojo en Kagoshima, y le enseñó varias técnicas de combate. Contra su voluntad, se mudó a Tokio, y se enroló en una institución especial de artes marciales para mejorar su técnica. Se preocupa del resto del equipo, aunque a veces la menosprecian por ser la única mujer, salvo Gao Red. Desea encontrar un príncipe que llegue en su caballo blanco y le traiga un ramo de rosas.
- Shirogane (シロガネ Shirogane?)/Gao Silver (ガオシルバー Gao Shirubā?): Se trata de un guerrero Gao de 1.062 años de edad, del período Heian, cuyo verdadero nombre es Tsukumaro Ōgami (大神 月麿 Ōgami Tsukumaro?). Hace mil años, Hyakkimaru derrotó al Gao God. En desesperación, Tsukumaro se puso la Máscara del Lobo Negro, que le daría el poder extra que necesitaban para derrotar al Org. A pesar de las advertencias de la sacerdotisa Murasaki de que la máscara le poseería, se la puso. Tuvo el tiempo suficiente para derrotar a Hyakkimaru, y después la máscara le transformó en Rōki. En su último segundo de lucidez, le pidió a los demás guerreros que le detuvieran, así que le sellaron en una tumba. Siglos después, Ura liberó a Rōki para que luchara contra los Gaoranger. Al principio él pensaba de sí mismo que era un Org, pero poco a poco su verdadera personalidad fue resurgiendo, y cuando la máscara fue destruida, regresó a su forma humana. Al luchar con todas sus fuerzas para salvar a los Gaoranger, los Power Animals le regalaron el G-Brace Phone, que le permitió transformarse en Gao Silver. Después, decidió seguir en solitario, purgando el mal que había hecho a los Gaoranger, y manteniéndose distante respecto a ellos a pesar de ayudarles en batalla siempre que le necesitaran.

### Aliados
- Fūtarō (風太郎 Fūtarō?): Es un niño que al principio no tenía conciencia de su verdadera naturaleza, aunque fue descubriendo con el tiempo que se trataba de la encarnación de Gao God.
- Sacerdotisa Gao Tetomu (テトム Tetomu?): Es la chamana Gao del Animarium. Tiene 1.022 años de edad y sirve como mentora del equipo Gaoranger de la actualidad, sucediendo en el papel a su bisabuela Murasaki. Vive en la Roca de Gao, y cuando no hay misión duerme dentro del manantial sagrado. Tiene una habilidad anormal para dar energía a cosas eléctricas solo con tocarlas. Su canción calma a los Power Animals, y suele interpretar regularmente la canción de Shirogane para los ciervos Gao. También se le da muy bien cocinar.
- Sacerdotisa Gao Murasaki (ムラサキ Murasaki?): Era la bisabuela de Tetomu, que servía como la chamana Gao del equipo Gaoranger original. Solía cantar con Shirogane, pero tuvo que dejar de hacerlo cuando unas Org la atacaron y la hirieron en la garganta.

### Arsenal
- G-Phone (Ｇフォン Jī-Fon?): Son los dispositivos de transformación de los cinco Gaoranger principales. Los G-Phones se transforman en un animal, y después en los trajes de los Gaoranger. También se puede usar como teléfono móvil convencional, y los Gaoranger los usan para comunicarse entre ellos. Cada uno de los Gaoranger tiene un número de identificación distintivo: 1 para Gao White, 2 para Gao Black, 3 para Gao Blue, 4 para Gao Yellow, y 5 para Gao Red. el comando de tansformación es "¡Gao Access!" (ガオアクセス！ Gao Akusesu!?)
- Joyas Gao (ガオの宝珠 Gao no Hōju?): Son unas gemas esféricas que guardan cada una el alma de un Power Animal. Insertadas en una espada Jū-Ō, permiten invocar al animal específico de la joya desde el Animarium.
- Espadas Jū-Ō (獣皇剣 Jū-Ō-ken?): Son las armas básicas de los Gaoranger. Si se juntan con las cinco Joyas Gao, les permiten combinar a los Power Animals.
- Aplastadora del Mal Hyakujuuken (破邪百獣剣 Haja Hyakujūken?): La combinación de las cinco armas principales de los Gaoranger, capaz de ejecutar el ataque definitivo Jaki Taisan (邪鬼退散?).
  - Lion Fang (ライオンファング Raion Fangu?): El arma personal de Gao Red, inspirada en una garra. Se puede dividir en dos partes. También se puede transformar en el Gao Mane Buster (ガオメインバスター Gao Mein Basutā?), una pistola que tiene dos modos, Normal Mode (ノーマルモード Nōmaru Mōdo?), que dispara ráfagas como una metralleta, y Final Mode (ファイナルモード Fainaru Mōdo?), que dispara una potente carga de energía por la boca.
  - Eagle Sword (イーグルソード Īguru Sōdo?): Una espada propiedad de Gao Yellow.
  - Shark Cutters (シャークカッター Shāku Kattā?): Un par de tonfas propiedad de Gao Blue.
  - Bison Axe (バイソンアックス Baison Akkusu?): Un hacha propiedad de Gao Black.
  - Tiger Baton (タイガーバトン Taigā Baton?): Un bastón propiedad de Gao White.
- G-Brace Phone (Ｇブレスフォン Jī-Buresu Fon?): El dispositivo de transformación de Gao Silver. Tiene las mismas funciones básicas que los G-Phone normales, y se puede llevar como un brazalete. Está registrado con el número 6 en los G-Phones. Su comando de transformación es el mismo de los G-Phones.
- Gao Hustler Rod (ガオハスラーロッド Gao Hasurā Roddo?): El arma personal de Gao Silver, que tiene tres modos. El primero es Saber Mode (サーベルモード Sāberu Mōdo?), un sable, y el segundo es Sniper Mode (スナイパーモード Sunaipā Mōdo?), un rifle. El tercer modo es Break Mode (ブレイクモード Bureiku Mōdo?), un palo de billar. También sirve para invocar a sus Power Animals.
- Wolf Roader (ウルフローダー Urufu Rōdā?): Es la motocicleta de Gao Silver, formada a partir de Gao Wolf.
- Falcon Summoner (ファルコンサモナー Farukon Samonā?): Un arco que recibe Gao Red. Tiene tres modos, Gun Mode (ガンモード Gan Mōdo?), en el que puede disparar ráfagas de energía, Arrow Mode (アローモード Arō Mōdo?), que dispara una flecha, y Summoner Mode (サモナーモード Samonā Modō?), una combinación con la Espada Jū-Ō para invocar a Gao Falcon.

### Mechas
Los Power Animals (パワーアニマル Pawā Animaru?) son unas antiguas criaturas biomecánicas que le dan a los Gaoranger sus poderes y que también forman robots gigantes para luchar contra los Org. Aunque hay cientos de ellos, en la serie solo aparecieron algo menos de 30.
- Gao King (ガオキング Gao Kingu?): Es el fruto de la combinación de Gao Lion, Gao Eagle, Gao Shark, Gao Bison y Gao Tiger. Los demás Power Animals se pueden combinar con Gao King para formar distintas combinaciones con ataques exclusivos cada una.
  - Gao Lion (ガオライオン Gao Raion?): El Power Animal de Gao Red, un león rojo que normalmente vive en un precipicio hasta que se le llama. Forma el pecho de Gao King.
  - Gao Eagle (ガオイーグル Gao Īguru?): El Power Animal de Gao Yellow. Forma la cabeza de Gao King.
  - Gao Shark (ガオシャーク Gao Shāku?): El Power Animal de Gao Blue. Forma el brazo derecho de Gao King.
  - Gao Bison (ガオバイソン Gao Baison?): El Power Animal de Gao Black. Forma el abdomen y las piernas de Gao King.
  - Gao Tiger (ガオタイガー Gao Taigā?): El Power Animal de Gao White. Forma el brazo izquierdo de Gao King.
- Gao Muscle (ガオマッスル Gao Massuru?): Es el segundo mecha en aparecer en la serie, se forma con la combinación de Gao Gorilla, Gao Bear, Gao Polar, Gao Eagle y Gao Bison. Ocasionalmente Gao Eagle y Gao Bison son reemplazados por Gao Rhinos y Gao Madillo.
  - Gao Gorilla (ガオゴリラ Gao Gorira?): El Power Animal secundario de Gao Red. puede atacar con una serie de plátanos explosivos, también forma el núcleo de Gao Muscle (ガオマッスル Gao Massuru?).
  - Gao Bear y Gao Polar (ガオベアー＆ガオポーラー Gao Beā to Gao Pōrā?): Dos Power Animals secundarios de Gao Yellow. Normalmente sirven como brazos de Gao King, con ataques de fuego y hielo. respectivamente.
  - Gao Madillo (ガオマジロ Gao Majiro?): Uno de los Power Animals secundarios de Gao Black. Puede compactarse en una esfera y ser lanzado para atacar.
  - Gao Rhinos (ガオライノス Gao Rainosu?): Otro de los Power Animals secundarios de Gao Black. Forma el abdomen y las piernas en distintas combinaciones de Power Animals.
- Gao Icarus (ガオイカロス Gao Ikarosu?): Es el tercer mecha en aparecer, es fruto de la combinación de Gao falcon, Gao Deers, Gao Giraffe , Gao Rhinos y Gao Madillo. Es uno de los dos mechas que pueden volar.
  - Gao Falcon (ガオファルコン Gao Farukon?): Conocido como el Power Animal Definitivo (究極のパワーアニマル Kyūkyoku no Pawā Animaru?) o "Alas feroces" (炎の翼 Honō no Tsubasa?). Se puede combinar con Gao Giraffe, Gao Rhinos, Gao Madillo y Gao Deers para formar el núcleo de Gao Icarus.
  - Gao Giraffe (ガオジュラフ Gao Jurafu?): Es un Power Animal secundario de Gao Blue. Se puede transformar en el Giraffe Spear (ジュラフスピアー Jurafu Supiā?), que sustituye al brazo derecho de Gao King, y que tiene un casco puntiagudo.
  - Gao Deers (ガオディアス GaoDiasu?): Uno de los Power Animales secundarios de Gao White. Se transforma en un brazo izquierdo en distintas combinaciones, en las que usa sus cuernos como arma.
- Gao Hunter (ガオハンター Gao Hantā?): Es el mecha personal de Gao Silver, fruto de la combinación de Gao Wolf, Gao Ligator y Gao HammerHead
  - Gao Wolf (ガオウルフ GaoUrufu?): El Power Animal de Gao Silver. Forma el brazo izquierdo de Gao Hunter (ガオハンター GaoHantā?).
  - Gao Ligator (ガオリゲーター Gaorigātā?): Uno de los Power Animals adicionales de Gao Silver. Forma el tronco de Gao Hunter y sus armas.
  -  Gao HammerHead (ガオハンマーヘッド GaoHanmāheddo?): Uno de los Power Animals adicionales de Gao Silver. Forma el brazo derecho de Gao Hunter
- Gao Kentaurus (ガオケンタウロス Gao Kentaurosu?): Es la combinación de Gao Lion, Gao Shark, Gao Tiger, Gao Elephant y Gao Falcon, Es uno de los dos mechas que puede volar.
  - Gao Elephant (ガオエレファント Gao Erefanto?): Es un Power Animal secundario de Gao White. Se puede combinar con distintas formaciones de Powe Animals formando la Elephant Sword (エレファントソード Erefanto Sōdo?) y el Elephant Shield (エレファントシールド Erefanto Shīrudo?).
- Gao God (ガオゴッド Gao Goddo?): Es el dios de los Power Animales, y se compone de los cinco God Power Animals (ゴッドパワーアニマル Goddo Pawā Animaru?) de los que descienden los cinco Power Animals principales: Gao Leon (ガオレオン Gao Reon?), Gao Condor (ガオコンドル Gao Kondoru?), Gao Sawshark (ガオソーシャーク Gao Sōshāku?), Gao Buffalo (ガオバッファロー Gao Baffarō?), y Gao Jaguar (ガオジャガー Gao Jagā?).Tras morir en la batalla de hace mil años, revivió con la forma de Fūtarō.

### Tribu Ogra de los Org
La Tribu Ogra de los Org (鬼族オルグ Onizoku Orugu?) son una raza de Oni nacidos a partir de la tristeza y la locura de la humanidad. Su base de operaciones es una caverna subterránea conocida como la Matrix (鬼洞窟（マトリックス） Matorikkusu?). Hay dos tipos de Org, los que tienen varios cuernos, y los que tienen uno solo, que son más poderosos.
- Org Definitivo Hyakkimaru (究極オルグ百鬼丸 Kyūkyoku Orugu Hyakkimaru?): Es el Org responsable de la destrucción de Gao God hace mil años antes de ser destruido él mismo por Gao Hunter, poseído por la energía maligna de Rōki.
- Org Definitivo Senki (究極オルグセンキ Kyūkyoku Orugu Senki?): Es el actual rey de los Orgs, creado cuando el Org Heart se fusiona los restos de los tres Grandes Duques Org cumpliendo así una antigua profecía sobre la llegada del último org.
- Grandes Duques Org (ハイネスデュークオルグ Hainesu Dūku Orugu?): Son los gobernadores de los Org. Van siendo destruidos uno por uno, y al mismo tiempo van siendo reemplazados.
  - Gran Duque Org Shuten (ハイネスデュークオルグ シュテン Hainesu Dūku Orugu Shuten?): El primero de los Duques en despertar. Tiene apariencia de cíclope, con múltiples ojos por su cuerpo y uno principal.
  - Gran Duque Org Ura (ハイネスデュークオルグ ウラ Hainesu Dūku Orugu Ura?): El segundo de los Duques en despertar. Fue él quien despertó a Rōki. Tiene un espejo mágico con el que ve a distancia, y su arma es un abanico o fan.
  - Gran Duque Org Rasetsu (ハイネスデュークオルグ ラセツ Hainesu Dūku Orugu Rasetsu?): Es el último de los Duques en despertar. Se trata de una criatura hermafrodita con multitud de bocas en su cuerpo, con voces tanto masculinas como femeninas. Se llama a sí mismo el "Príncipe de la Desesperación". Es muy voraz, siempre desea devorar lo que esté a su alcance, y sus armas principales son un cuchillo y un tenedor. Desea sobre todo secuestrar a Tetomu, obsesionado con su habilidad para cocinar.
- Duque Org Yabaiba (デュークオルグ ヤバイバ Dūku Orugu Yabaiba?): Un maestro de los cuchillos, con apariencia de arlequín loco, autoproclamado el más grande rival de Gao Yellow, aunque el sentimiento no era mutuo.
- Duquesa Org TsueTsue (デュークオルグ ツエツエ Dūku Orugu Tsuetsue?): Una arrogante sacerdotisa Org con grandes poderes mágicos. Desde el principio cogió inquina hacia Gao White porque la llamó "abuela". Su tarea es revivir y hacer crecer a los Orgs usando unas semillas de soja especiales llamadas Org Seeds (オルグシード Orugu Shīdo?) que dispara con su bastón.
- Duque Org Rōki (デュークオルグ 狼鬼 Dūku Orugu Rōki?): Un Org nacido de la masiva energía diabólica dentro de la Máscara Oscura. Se llama a sí mismo el más poderoso guerrero de los Org. Lleva la Espada de Cuarto Creciente (三日月剣 Mikazukiken?), y como TsueTsue, tiene sus propias Wolf Seeds (ウルフシード Urufu Shīdo?), con las que hacer crecer a los Orgs.
- Orgettes (オルゲット Orugetto?): Son los soldados de campo de los Org, creados a partir de un líquido rosa. Considerados la más baja clase de los Org por sus pequeños cuernos sin desarrollar. Están armados con bastones que también funcionan como lanzallamas.
- Archiduque Perdido Rakushaasa (はぐれハイネスラクシャーサ Hagure Hainesu Rakushāsa?): Es el principal antagonista de la película Hyakujuu Sentai Gaoranger vs. Super Sentai. Un Duque Org que fue considerado el más poderoso de todos, pero su inmenso poder hizo que su cuerno se dañara y entró en un gran letargo. Una vez que despertó, comenzó a absorber el espíritu de lucha de los guerreros de voluntad fuerte para curar completamente su cuerno, usando el espíritu de lucha de los Gaorangers excepto GaoRed. Se las arregla para hacer que Yabaiba y TsueTsue sean más fuertes y mejoró los Orgettes, dándoles cuernos de oro. Fue capaz de hacerse crecer a sí mismo. Se necesitó la fuerza combinada de todos los héroes Sentai anteriores para destruirlo. Sus zarcillos peludos emergieron de sus restos y recupera el poder que le dio a Yabaiba y TsueTsue para revivir una vez más. Es derrotado por Hyakujuuken y luego nuevamente por el mecha de todos los guerreros rojos con GaoKing, y finalmente asesinado por Gaoranger Storm. Fue interpretado por el difunto seiyū Shōzō Iizuka.

## Episodios
Los episodios en esta temporada son denominados "Búsquedas"
1. ¡¡El León, ruge!! (獅子、吼える!! Shishi, Hoeru!!?)
2. ¡¡El divino Rey-Espíritu, se levanta!! (精霊王、起つ!!（たつ） Seireiō, Tatsu!!?)
3. ¡¡El águila desaparece!! (荒鷲が消える!! Arawashi ga Kieru!!?)
4. ¡¡Los dos del Never Give Up!! (二人でネバギバ!! Futari de Nebagiba!!?)
5. ¡¡La montaña se mueve!! (山が動く!! Yama ga Ugoku!!?)
6. ¡¡El bisonte está enamorado!! (牛、焦がれる!! Ushi, Kogareru!!?)
7. ¡¡El sueño habla!! (夢が語る!! Yume ga Kataru!!?)
8. ¡¡El perro, corre!! (犬、走る!! Inu, Hashiru!!?)
9. Los gemelos sonríen (双子が微笑む Futago ga Hohoemu?)
10. ¡¡La luna hace señas!! (月が招く!! Tsuki ga Maneku!!?)
11. El padre, procede (父親、上京。 Chichioya, Jōkyō?)
12. ¿¡Quién es el verdadero!? (本物はどっち!? Honmono wa Dotchi!??)
13. El primer llanto del bebé se congela (産声が凍る Ubugoe ga Kōru?)
14. El Soul Bird Grita  (魂の鳥が叫ぶ Tamashii no Tori ga Sakebu?)
15. ¡¡El Oni, aulla!! (鬼、吼える!! Oni, Hoeru!!?)
16. ¡La flauta mágica ruge! (魔笛、轟く!! Mateki, Todoroku!!?)
17. El elefante, se desvanece... (象が消えて... Zō ga Kiete...?)
18. ¡¡La Bestia Demonio, Armamento!! (魔獣、武装!! Majū, Busō!!?)
19. El bisonte, ¿¡se retira!? (猛牛、脱退!? Mōgyū, Dattai!??)
20. ¡¡La doncella es capturada!! (巫女囚わる!! Miko Torawaru!!?)
21. Rōki, perplejo (狼鬼、惑う Rōki, Madō?)
22. ¡¡El bisonte gigante, está roto!! (巨牛、壊れる!! Kyogyū, Kowareru!!?)
23. Rōki, ¿¡muere!? (狼鬼、死す!? Rōki, Shisu!??)
24. ¡¡El lobo de plata, centellea!! (銀狼、閃く!! Ginrō, Hirameku!!?)
25. Llega la tercera princesa ogro (三代目鬼姫参上 Sandaime Oni Hime Sanjō?)
26. Rōki, de nuevo (狼鬼、ふたたび Rōki, Futatabi?)
27. Los pucheros de pollo (雛がすねる Hina ga Suneru?)
28. ¡¡Los secretos, revelados!! (奥義、伝承!! Ōgi, Denshō!!?)
29. El ciervo cura (鹿が癒す Shika ga Iyasu?)
30. ¡La luna llena mata al lobo! (満月が狼を殺す! Mangetsu ga Ōkami o Korosu!?)
31. ¡¡El Hyakujū Sentai, derrotado!! (百獣戦隊、全滅!! Hyakujū Sentai, Zenmetsu!!?)
32. ¡¡Las tres criaturas comen!! (三匹が喰う!! Sanbiki ga Kuu!!?)
33. Un niño reza. (少年が祈る。 Shōnen ga Inoru.?)
34. ¡¡El poderoso Org llora! (鉄人鬼（オルグ）、泣く! Tetsujin Orugu, Naku!?)
35. Las espadas Jū-Ō, robadas (獣皇剣、強奪 Jūōken, Gōdatsu?)
36. La danza de los guerreros (戦士踊る Senshi Odoru?)
37. Yabaiba quema (ヤバイバ燃える Yabaiba Moeru?)
38. El apogeo de la batalla decisiva del divino Rey-Espíritu (精霊王頂上決戦 Seireiō Chōjō Kessen?)
39. El dios se marcha (神が連れ去る Kami ga Tsuresaru?)
40. La isla celestial, muere (天空島、滅ぶ Tenkūjima, Horobu?)
41. Llega Santa (サンタが来た Santa ga Kita?)
42. ¡La invasión de los Ninjas Org! (鬼（オルグ）忍者侵略! Orugu Ninja Shinryaku!?)
43. El León, al rojo vivo (獅子、灼熱する Shishi, Shakunetsu Suru?)
44. La roca de Gao, cae (亀岩（ガオズロック）、落ちる Gaozu Rokku, Ochiru?)
45. Luchando hasta el final (闘い終わらず Tatakai Owarazu?)
46. Los ataques de Año Nuevo (正月が襲う Shōgatsu ga Osō?)
47. ¡La máquina de vapor, ruge! (蒸気機関、爆走! Jōkikikan, Bakusō?)
48. Esos tipos vuelven a la vida (奴らが蘇る Yatsura ga Yomigaeru?)
49. La Matrix, se cierra (鬼洞窟（マトリックス）、閉じる Matorikkusu, Tojiru?)
50. Las Cien Bestias, mueren (百獣、死す Hyakujū, Shisu?)
51. ¡¡Las Cien Bestias, rugen!! (百獣、吼える!! Hyakujū, Hoeru!!?)

### Películas
- Hyakujuu Sentai Gaoranger vs. Super Sentai (百獣戦隊ガオレンジャーＶＳスーパー戦隊 Hyakujū Sentai Gaorenjā tai Sūpā Sentai?): Película crossover de Gaoranger  donde aparecen varios personajes de temporadas anteriores. hace parte de la celebración del 25° aniversario de la franquicia. Estrenada el 10 de agosto de 2001.
- Hyakujuu Sentai Gaoranger: The Fire Mountain Roars (百獣戦隊ガオレンジャー 火の山、吼える Hyakujū Sentai Gaorenjā: Hi no Yama, Hoero?): Estrenda el 22 de septiembre de 2001.

## Reparto
- Kakeru Shishi: Noboru Kaneko
- Gaku Washio: Kei Horie
- Kai Samezu: Takeru Shibaki
- Sotaro Ushigome: Kazuyoshi Sakai
- Sae Taiga: Mio Takeuchi
- Shirogane: Tetsuji Tamayama
- Fūtarō: Daiki Arioka
- Sacerdotisa Gao Tetomu/Sacerdotisa Gao Murasaki: Takemi
- Org Definitivo Hyakkimaru: Seizō Katō
- Org Definitivo Senki: Daisuke Gōri
- Gran Duque Org Shuten: Tetsu Inada
- Gran Duque Org Ura: Tamotsu Nishiwaki
- Gran Duque Org Rasetsu : Hiromi Nishikawa y Hidekatsu Shibata
- Duque Org Yabaiba: Kōichi Sakaguchi
- Duquesa Org TsueTsue: Rei Saito
- Duque Org Rōki: Eiji Takemoto
- Narrador/Gao God: Hiroshi Masuoka

## Temas musicales

### Tema de apertura
- Gaoranger Hoero!! (ガオレンジャー吼えろ!! Gaorenjā Hoero!!?, Los Gaoranger rugen!!)
  - Letra: Nagae Kuwabara
  - Música y arreglos: Kōtarō Nakagawa
  - Intérprete: Yukio Yamagata

### Tema de cierre
- Healin' You (ヒーリン’ユー Hīrin' Yū?, Te curaré)
  - Letra: Nagae Kuwabara
  - Música y arreglos: Keiichi Oku
  - Intérprete: Salia